# Полигироски етнографски музей
Полигироският етнографски музей (на гръцки: Λαογραφικό Μουσείο Πολυγύρου) е музей разположен в град Полигирос на Халкидическия полуостров, Северна Гърция.
Музеят отваря врати през май 1998 година по инициатива на Доброволната женска асоциация за обществено развитие, която организира събития, свързани с традиционната култура от 20 години преди това. Разположен е в центъра на града в двуетажната къща на бившия кмет Караянис, дарена от него на музея.
Всички експонати са дарени от полигиросци. На първия етаж е пресъздаден интериорът на градска къща от края на XIX и началото на XX век с гостна – салон с дивани и ниска кръгла маса – трапезария, спални с метални легла, гардероби и традиционни одеяла и чаршафи, всекидневна, кухня с кухненски прибори и съдове, котли, тави, огнище и втора стая с традиционен стан. В различни ъгли на къщата са изложени и традиционни носии от Полигироско.
На приземния етаж посетителите могат да видят селскостопански инструменти за оран, сеене, жътва, вършане и бране на маслини, както и носии от града и селата.
- Интериорът на музея
- Женска носия
- Селскостопански сечива
- Спалня